# اميتك (تيڭزمرت)
اميتك هي إحدى مشيخات المملكة المغربية، تتبع جغرافيا لإقليم طاطا وإداريًا لتيڭزمرت. يقدر عدد سكانها بـ 1265 نسمة حسب الإحصاء الرسمي للسكان والسكنى لسنة 2004.